# Warrenton (Caroline du Nord)
Pour les articles homonymes, voir Warrenton.
La ville de Warrenton est le siège du comté de Warren, situé en Caroline du Nord, aux États-Unis.

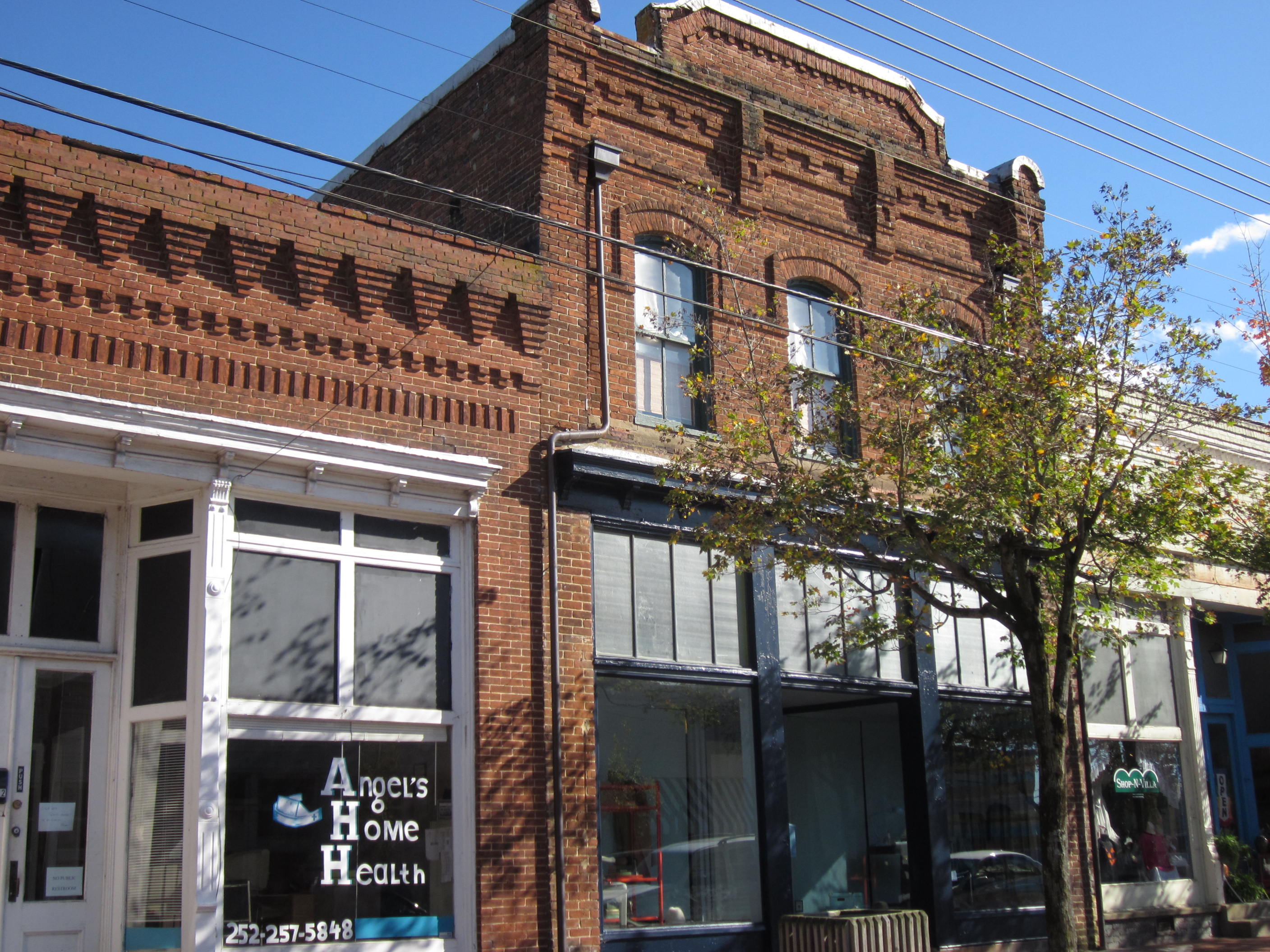
Warrenton

## Démographie
| 1850  | 1860  | 1870 | 1880 | 1890 | 1900 |
| ----- | ----- | ---- | ---- | ---- | ---- |
| 1 242 | 1 520 | 941  | 816  | 740  | 836  |

| 1910 | 1920 | 1930  | 1940  | 1950  | 1960  |
| ---- | ---- | ----- | ----- | ----- | ----- |
| 807  | 927  | 1 072 | 1 147 | 1 166 | 1 124 |

| 1970  | 1980 | 1990 | 2000 | 2010 | - |
| ----- | ---- | ---- | ---- | ---- | - |
| 1 035 | 908  | 949  | 811  | 862  | - |